# Сусіди регіонів України

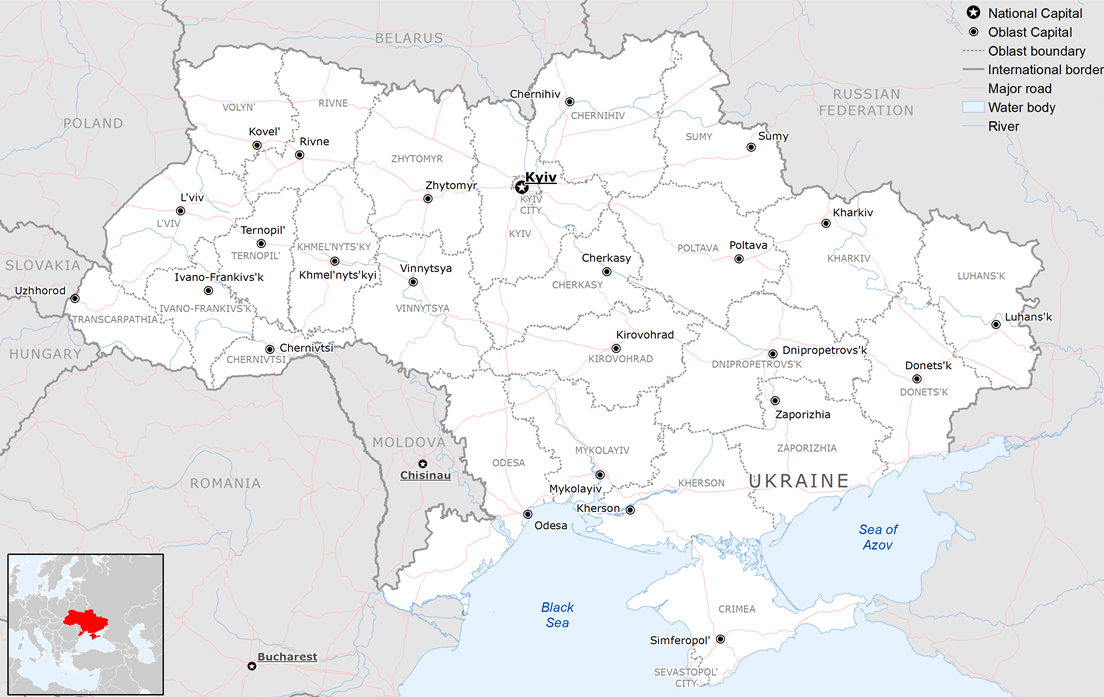

Регіони України

Україна межує із 7-ма країнами, в т. ч. з двома на суші та по морю (Румунія, Росія):
- Польща
- Словаччина
- Угорщина
- Румунія
- Молдова
- Росія
- Білорусь

З 27-ми регіонів України (включаючи АР Крим, Київ та Севастополь) 16 межують із іноземними державами, в тому числі:
- з 1-єю країною — 11 регіонів;
- з 2-ма країнами — 4 області;
- з 4-ма державами — 1 (Закарпатська область).

Також регіони межують один з одним:
- з 1-ним регіоном — 2 (Київ, Севастополь);
- з 2-ма регіонами — 3 (Луганська, Волинська області, АР Крим);
- з 3-ма областями — 4;
- з 4-ма регіонами — 6;
- з 5-ма областями — 4;
- з 6-ма регіонами — 2;
- з 7-ма областями — 4.

Слід виділити міста Київ та Севастополь, які не входять до складу Київської області чи Криму, а є містами центрального підпорядкування. Хоча вони оточені всюди одним регіоном (Київ — Київською областю, Севастополь — Автономною Республікою Крим).
Нижче наведений список регіонів України із суміжними землями:
1.  Автономна Республіка Крим
- Україна
  -  Херсонська область
  -  Севастополь
- Росія [1]
  -  Краснодарський край [1]

2.  Вінницька область
- Україна
  -  Чернівецька область
  -  Житомирська область
  -  Київська область
  -  Черкаська область
  -  Кіровоградська область
  -  Одеська область
- Молдова
  - Окницький район
  - Дондушенський район
  - Сороцький район
  - Кам'янський район (Придністров'я)

3.  Волинська область
- Україна
  -  Львівська область
  -  Рівненська область
- Польща
  -  Люблінське воєводство
- Білорусь
  -  Берестейська область

4.  Дніпропетровська область
- Україна
  -  Кіровоградська область
  -  Полтавська область
  -  Харківська область
  -  Донецька область
  -  Запорізька область
  -  Херсонська область
  -  Миколаївська область

5.  Донецька область
- Україна
  -  Запорізька область
  -  Дніпропетровська область
  -  Харківська область
  -  Луганська область
- Росія
  -  Ростовська область

6.  Житомирська область
- Україна
  -  Хмельницька область
  -  Рівненська область
  -  Київська область
  -  Вінницька область
- Білорусь
  -  Гомельська область

7.  Закарпатська область
- Україна
  -  Львівська область
  -  Івано-Франківська область
- Угорщина
  -  Медьє Саболч-Сатмар-Береґ
- Словаччина
  -  Кошицький край
  -  Пряшівський край
- Польща
  -  Підкарпатське воєводство
- Румунія
  -  Повіт Сату-Маре
  -  Повіт Марамуреш

8.  '‘'Запорізька область
- Україна
  -  Херсонська область
  -  Дніпропетровська область
  -  Донецька область

9.  Івано-Франківська область
- Україна
  -  Закарпатська область
  -  Львівська область
  -  Тернопільська область
  -  Чернівецька область
- Румунія
  -  Повіт Марамуреш

10.  Київська область
- Україна
  -  Вінницька область
  -  Житомирська область
  -  Чернігівська область
  -  Полтавська область
  -  Черкаська область
- Білорусь
  -  Гомельська область

11.  Кіровоградська область
- Україна
  -  Вінницька область
  -  Черкаська область
  -  Полтавська область
  -  Дніпропетровська область
  -  Миколаївська область
  -  Одеська область

12.  Луганська область
- Україна
  -  Донецька область
  -  Харківська область
- Росія
  -  Бєлгородська область
  -  Воронезька область
  -  Ростовська область

13.  Львівська область
- Україна
  -  Волинська область
  -  Рівненська область
  -  Тернопільська область
  -  Івано-Франківська область
  -  Закарпатська область
- Польща
  -  Підкарпатське воєводство
  -  Люблінське воєводство

14.  Миколаївська область
- Україна
  -  Одеська область
  -  Кіровоградська область
  -  Дніпропетровська область
  -  Херсонська область

15.  Одеська область
- Україна
  -  Вінницька область
  -  Кіровоградська область
  -  Миколаївська область
- Молдова
  - Кам'янський район (Придністровська Молдавська Республіка)
  - Рибницький район (Придністровська Молдавська Республіка)
  - Дубоссарський район (Придністровська Молдавська Республіка)
  - Григоріопольський район (Придністровська Молдавська Республіка)
  - Слободзейський район (Придністровська Молдавська Республіка)
  - Штефан-Водський район
  - Каушанський район
  - Чимішлійський район
  - Бессарабський район
  - Комрат, Гагаузія
  - Кагульський район
  - Вулканешти, Гагаузія
- Румунія
  -  Тульча

16.  Полтавська область
- Україна
  -  Дніпропетровська область
  -  Київська область
  -  Кіровоградська область
  -  Сумська область
  -  Харківська область
  -  Черкаська область
  -  Чернігівська область

17.  Рівненська область
- Україна
  -  Волинська область
  -  Житомирська область
  -  Львівська область
  -  Тернопільська область
  -  Хмельницька область
- Білорусь
  -  Берестейська область
  -  Гомельська область

18.  Сумська область
- Україна
  -  Полтавська область
  -  Харківська область
  -  Чернігівська область
- Росія
  -  Бєлгородська область
  -  Брянська область
  -  Курська область

19.  Тернопільська область
- Україна
  -  Івано-Франківська область
  -  Львівська область
  -  Рівненська область
  -  Хмельницька область
  -  Чернівецька область

20.  Харківська область
- -  Дніпропетровська область
  -  Донецька область
  -  Луганська область
  -  Полтавська область
  -  Сумська область
- Росія
  -  Бєлгородська область

21.  Херсонська область
- Україна
  -  Автономна Республіка Крим
  -  Дніпропетровська область
  -  Запорізька область
  -  Миколаївська область

22.  Хмельницька область
- Україна
  -  Вінницька область
  -  Житомирська область
  -  Рівненська область
  -  Хмельницька область
  -  Чернівецька область

23.  Черкаська область
- Україна
  -  Вінницька область
  -  Київська область
  -  Кіровоградська область
  -  Полтавська область

24.  Чернівецька область
- Україна
  -  Вінницька область
  -  Івано-Франківська область
  -  Тернопільська область
  -  Хмельницька область
- Молдова
  - Окницький район
  - Бричанський район
- Румунія
  - Повіт Ботошані
  -  Повіт Марамуреш
  - Повіт Сучава

25.  Чернігівська область
- Україна
  -  Київська область
  -  Полтавська область
  -  Сумська область
- Білорусь
  -  Гомельська область
- Росія
  -  Брянська область

Київ межує з Київською областю, а Севастополь — з Автономною Республікою Крим.

## Проблема Криму
У зв'язку з окупацією Росією Автономної Республіки Крим та м. Севастополь на даний момент Херсонська область є прикордонним регіоном.

## Дивись також
- Державний кордон України
- Адміністративний устрій України